# Radioterapia de haz convergente
La radioterapia de haz convergente o RTHC es una nueva técnica de radioterapia que actualmente se encuentra en desarrollo y fue propuesta por los investigadores Rodolfo Figueroa de la Universidad de La Frontera y Mauro Valente  y de la Universidad Nacional de Córdoba  en abril de 2011. Se basa en la aplicación de un haz de fotones de alta y/o baja energía a un paciente con tumores, la principal ventaja que ofrecerá esta nueva técnica, es que la dosis será altamente concentrada en el blanco o tumor, como muy bajo depósito en los tejidos sanos circundantes.  Esta nueva modalidad tiene algunas características similares a la de una radiocirugía, pero con la diferencia que haz original es convergente y no divergente o cuasi paralelo como ocurres en las técnicas convencionales. Esta característica permitirá un depósito de dosis más efectivo y se requiriera un menor número de campo, permitirá acceso a tumores de difícil acceso. También se podrá hacer radioterapia de un modo más eficaz en tumores de tamaño intermedio y de difícil acceso. Esta técnica podrá ser aplicada a todo el cuerpo.